# Ludwik I Parmeński (obraz Goi)

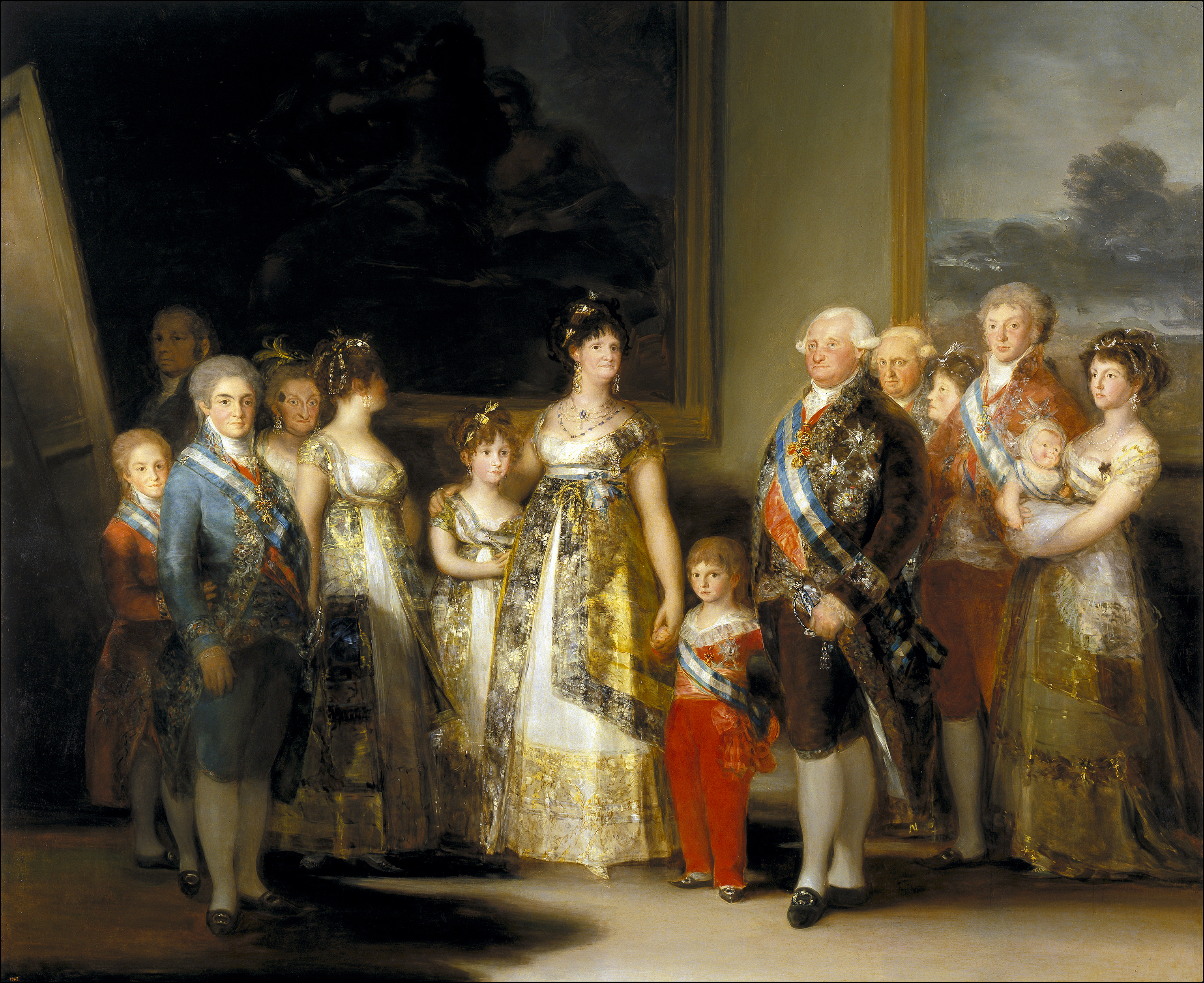
Rodzina Karola IV, Goya, 1800

Ludwik I Parmeński (hiszp. Luis de Borbón, príncipe de Parma y rey de Etruria) – obraz olejny hiszpańskiego malarza Francisca Goi (1746–1828), będący szkicem przygotowawczym do zbiorowego portretu pt. Rodzina Karola IV. Początkowo znajdował się w Pałacu Królewskim w Madrycie (podobnie jak ostateczne dzieło), a od 1857 roku należy do zbiorów Prado.
Portret zbiorowy miał być wizerunkiem króla Karola IV z najbliższą rodziną. Szkic przedstawia infanta Ludwik I Parmeńskiego (1773–1803), szwagra Karola IV, mężą infantki Marii Ludwiki i przyszłego króla Etrurii. 
Goya zaczął pracować nad zbiorowym portretem w maju 1800 roku, kiedy rodzina królewska wypoczywała w Pałacu w Aranjuez, jednej z rezydencji Burbonów. Między majem a lipcem artysta wykonał szkice przygotowawcze w postaci olejnych portretów przedstawiających każdego z członków rodziny królewskiej. Na życzenie królowej Marii Ludwiki Goya sportretował każdego z osobna, dzięki czemu monarchowie uniknęli długich i nużących godzin pozowania w grupie.
Z dziesięciu szkiców wykonanych przez Goyę w Aranjuez zachowało się jedynie pięć oryginałów, wszystki znajdują się w zbiorach Prado. Oprócz szkicu Ludwika I Parmeńskiego zachowały się także: Infantka Maria Józefa, Infant Karol Maria Izydor, Infant Franciszek de Paula Burbon i Infant Antoni Burbon oraz kilka kopii wykonanych przez Augustina Esteve znajdujących się w różnych muzeach i prywatnych kolekcjach (m.in. Infant Ferdynand VII w Metropolitan Museum of Art w Nowym Jorku). Wszystkie szkice charakteryzuje widoczny czerwonawy podkład. Fizjonomia postaci jest oddana z jeszcze większą precyzją niż na ostatecznym obrazie, widać, że szkice posłużyły artyście do wnikliwej analizy twarzy portretowanych. Szkice zostały przedstawione rodzinie królewskiej i zaakceptowane. Możliwe, że powstał także szkic przygotowawczy ostatecznego dzieła, który się nie zachował.